# X (Spock’s-Beard-Album)
X, auch SBX genannt, ist das zehnte Studioalbum der US-amerikanischen Progressive-Rock-Band Spock’s Beard und das vierte Album nach dem Weggang des ehemaligen Bandleaders und Songschreibers Neal Morse.

## Veröffentlichung
Das Album wurde zunächst ohne Label veröffentlicht. Um die Produktion des Albums zu finanzieren, hatte die Band sich eines Modells bedient, das die Band Marillion bereits erfolgreich für ihre Alben Anoraknophobia und Marbles eingeführt hatte. Fans konnten sich durch eine frühzeitige Vorbestellung und die Vorab-Zahlung das Anrecht auf eine besondere Edition des Albums und bestimmte Boni sichern, die in unterschiedlichen Paketen erhältlich waren. Die auf dieser Finanzierungsgrundlage produzierte Limited Edition des Albums erschien im Mai 2010 und ist bislang nur über die Homepage zu bestellen. Sie enthält neben den sieben offiziellen Titeln des Albums einen Bonustrack und damit insgesamt knapp 80 Minuten Musik. Als besondere Überraschung für die Vorbesteller ist mit dem Bonustrack ein Dankeschön enthalten: Im Titel Their Names Escape Me werden die Namen sämtlicher Vorbesteller des Deluxe-Paketes in gesungener Form vorgetragen.
Nach Verhandlungen mit einem Label soll später im Jahr die Standard-Edition des Albums in Geschäften und auf Online-Portalen wie Amazon und iTunes erhältlich sein.

## Tracklist
1. Edge of the In-Between – 10:30
2. The Emperor's Clothes – 6:01
3. Kamikaze – 4:15
4. From the Darkness – 16:53
5. The Quiet House – 9:13
6. Their Names Escape Me – 8:51
7. The Man Behind the Curtain – 7:44
8. Jaws of Heaven – 16:22